# 新加坡南洋华侨中学
南洋华侨中学（The Chinese High School，简称“华中”）为新加坡一所前自主中学。该校于2005年1月与华中初级学院合并，发展为今日的新加坡华侨中学（Hwa Chong Institution）。
南洋华侨中学于1919年由南洋商人、慈善家陈嘉庚创办，1919年3月21日正式开课，為新加坡第一所主要以中文为教学媒介的中学，也是东南亚第一所华文中学。 华侨中学自开办以来便是传统南洋“华校”的典范之一。在2005年合并之际，华中无论是在学术成就和课外活动在全国都处于领先地位，是新加坡最顶尖的两所中学学府之一。

## 历史

前南洋华侨中学校徽。左为1919年创校之初的校徽。右为1930年代至2004年间的校徽。 华中另有一个全红的火炬校印，现为新加坡华侨中学的标志。此火焰标志一直都挂在南洋华侨中学钟楼正上方。

### 创办
华中的历史可以追溯到1913年， 当时的华社领袖，着名商业巨人陈嘉庚先生，提议设立一所中学，以应付新加坡青年的教育需求。计划并没有受到英国殖民政府支持。1918年陈嘉庚认捐三万元，并募捐二十万元新元的资金，召开捐款人大会，成立新加坡海外华侨中学校董事会，公举陈嘉庚为董事长，吴胜鹏为副董事长，购买新加坡小坡大马路尼文律两栋楼房作为校舍。经上海教育会会长黄炎培介绍涂開輿出任第一届校长。
1919年3月21日新加坡海外华侨中学校正式成立举行开幕典礼，首批78名学生进入新加坡海外华侨中学校就读。当时柔佛苏丹有意以八万元出售武吉知马路七十英亩的园地，经校董会决议购买下来作为新校园。同年嘉庚因事回中国，由林义順继任董事长。1912年至1922年董事长为林椎遷。1923年陈嘉庚复出任董事长，募捐筹款兴建华中大礼堂。1925年，学校获得额外600 000美元的资金，迁至79英畝（320,000平方）的校地，并正式更名为南洋华侨中学。1927年至1927年董事长为陈延谦，副董事长为胡文虎。胡文虎出资兴建虎豹楼，足球场和环校马路。1930年至1948年董事长为李光前；1939年李光前出资建光前科学馆。
成立以来，华中提供全面的初中和高中教育。 直至第二次世界大战前夕由陈嘉庚代表资助。 学校在早期采用双语教学：国文、历史、地理课本采用中华民国教育部的课本，几何、代数、化学、物理、和英文课本采用英文本；除英文课用英语教学外，各科都用現代標準漢語教学。任科老师多是早年由中国移民到新加坡的。学校最初的20年是在与政府的抗争中渡过，英国殖民政府显然不满学校所采用的一些课本内明显的左倾思想，而学生们也多以中国人而非当地人自居。然而学校最终还是逃脱了被迫关闭的命运，得以继续运作，直到新加坡在1942年被日本占领为止。学校曾于1933年2月因为大量教职员集体辞职而1933年而局部关闭。 学校于次年2月重新开放，并聘请了新的教职员和校长。 同一年间， 李光前成为掌校主席，此安排持续至1957年。 期间华中数次因为资金问题面临关闭逆境，但通过华社，尤其是陈嘉庚和李光前的慷慨捐献得以继续开课。

### 动荡时期
新加坡戰役中，学校的钟楼因为地势高，成为盟军捍卫者 的中部，后沦为日本皇军的官邸。期间，学校也沦为一个临时集中营，成为肃清大屠杀的拘留所。
二战结束后华侨中学于1945年10月重新开学，校长为薛永黍。1948年7月薛永黍辞职，郑安仑出任校长。1949年修复被日軍破坏的校园，将国专科学馆扩充为图书馆，物理实验室，化学实验室和生物实验室四部分，添置各种仪器，标本，器皿，图书馆的中英文藏书，包括中国国文学，西洋文学，科学，哲学，历史地理等书籍七千四百余册，其中包括《鲁迅全集》、达尔文《物种原始》、爱因斯坦相对论，黑格尔《小逻辑》，王亚南翻译的三大卷马克思《资本论》等。华中并继续保持了战前明显的左倾政治背景，一些学生成为共产主义支持者，拥护中国共产党在中国大陆革命的武装斗争，同时也在新加坡本地发动众多抗议英国殖民统治的活动。
1956年10月25日发生了学校历史上最严重的一次示威抗議，上千名支持共产主义的学生与其他华校的学生串联举行大规模抗议活动，学生们在华侨中学和中正中学校园内举行静坐示威，不少马来亚共产党领导人还不断發表演说。这次事件最终以英國殖民地政府的流血镇压收场，不少学生受伤，政府则指责学生发动了针对警方的暴力攻击。这次学潮发生后，新加坡政府为了安置不愿意参加学潮的学生，开设了德明政府中学、立化中学、黄埔中学、华义中学等所谓“政府”华文中学。
於1950和1960年代华侨中学一直保持着左倾的背景，继续从中华人民共和国进口各种教科书与书籍、杂志，成为共产党活动的据点之一。华侨中学的学生大多在毕业后进入新加坡唯一的一所中文大学南洋大学继续深造，少部分人则选择前往中华人民共和国参与国家建设。

### 转型
1965年新加坡独立后，李光耀继续尝试彻底根除他曾经倚赖过的共产主义运动（受到中国文化大革命的影响，此时华侨中学等学校的学生变得更加激进），包括削减华校经费等措施，并認爲最終只有关闭所有华校才可能根除问题。政府于是决定将在1980年起在全国推行英语教学。为保留传统华校的原有校风，新加坡政府从1978年起开始对华侨中学等九所华校进行特别补助，以英语和华语为第一语文。华中也因此进入了转型期。
1980年代后，华侨中学已经成为新加坡最顶尖的中学之一，采用英语教学的同时保留了浓厚的中文背景。1987年，华中在试验计划下被授予自主学校的使命，并在教育部的协助下开始推行改制课程。华中所推行的改制课程为全国首创，后推行到其他顶尖学府。 这包括取消年中考试并改为野营旅行，以及加入各个强化课程。
1990年代初期，华中展开了广泛的翻修，包括建造一个以学校先驱命名的新大厅，一个体育馆、重新装修钟楼和添加新教学楼。 在1990年代末，学校开始推行一个教育联盟课钢制，以提高教育质量。  在2000年，iSpark联盟设立，以接纳教育部的高才培育计划（GEP）。

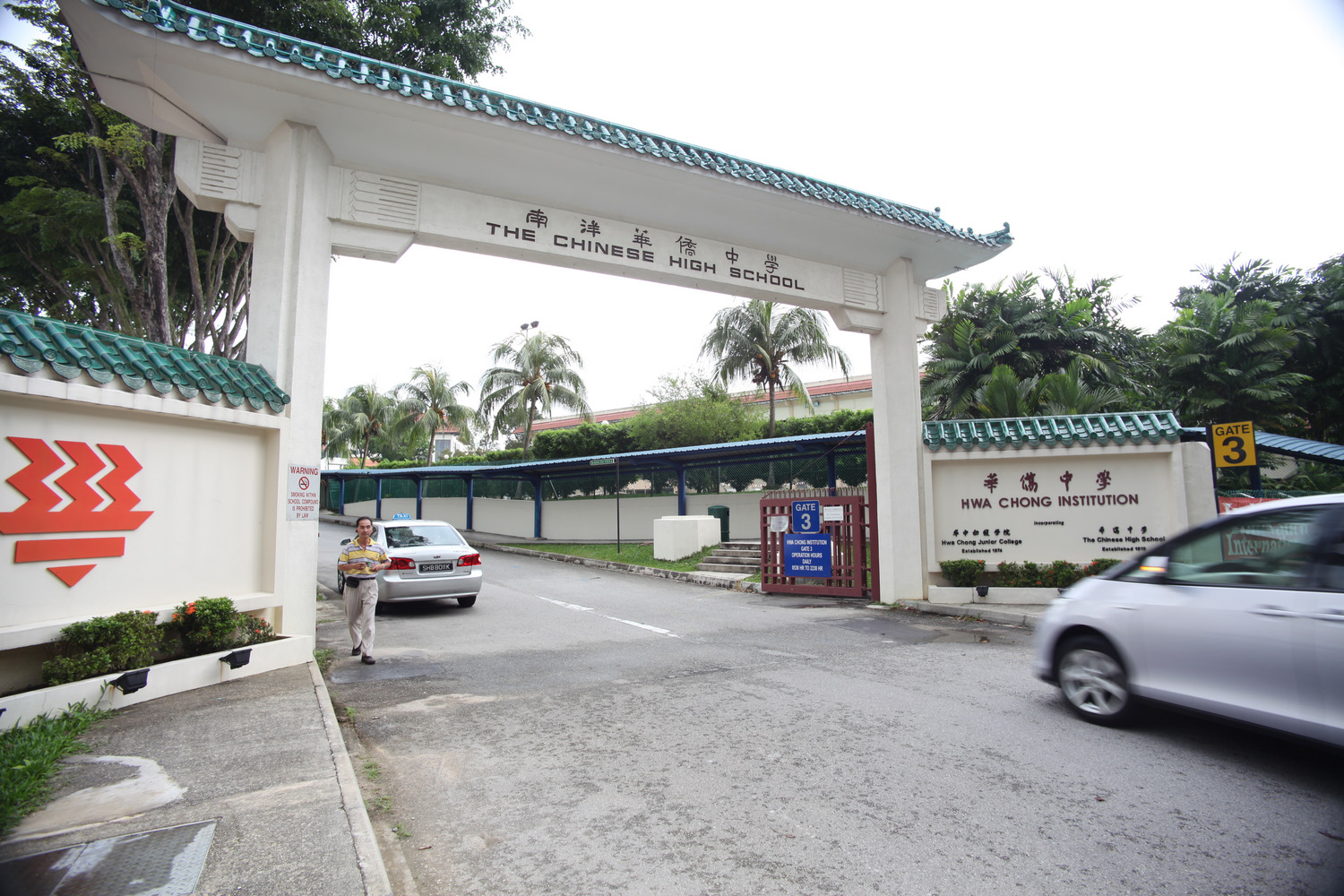
前南洋华侨中学（现今新加坡华侨中学）入口拱门。拱门现已被拆除重建。

1999年3月19日，华中钟楼被列为为国家古迹以纪念华中作为东南亚首间华文中学的历史意义，以及纪念华社建校办学的精神。 配合学校的80周年庆祝活动，学校的遗产中心于1999年由校友王鼎昌总统正式开幕。 此外，艺术家兼校友陈瑞献赠予华中一个巨大的马形雕塑。这雕塑目前立于学校操场边上。
近年来，华中荣获新加坡顶尖学府名誉。 2000年，到访的美国教育部长访问了该校。爱德华·德·波诺也曾经称之为“东方的伊顿”。

### 合并
2005年1月，南洋华侨中学正式与华中初级学院合并为新加坡华侨中学。 新学府沿用了南洋华侨中学的中文全名与校印，并保留了“华中”这一简称，英文名则沿用华中初级学院的英文名“Hwa Chong”。  随着合并，六年的 直通车课程也顺利与南洋女子中学共同推行。该课程集合了四年的初中教育和两年的大学预科课程，使学生可以跳过新加坡-劍橋普通教育證書普通水準会考，直接报考新加坡-剑桥普通教育证书高级水准会考。 

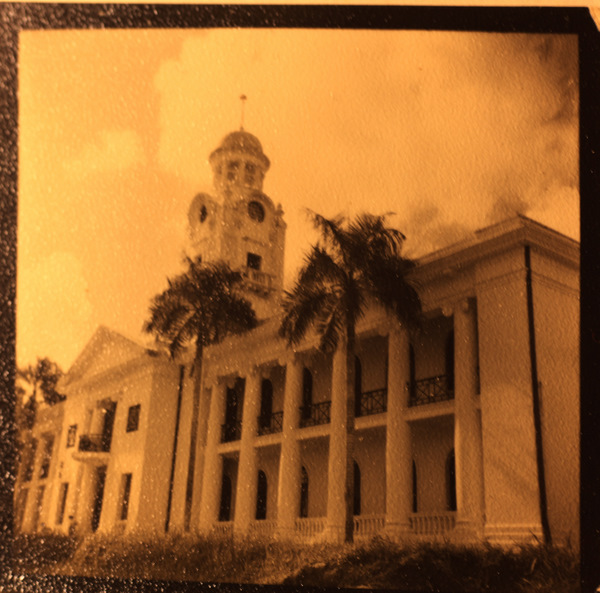
50年代的钟楼
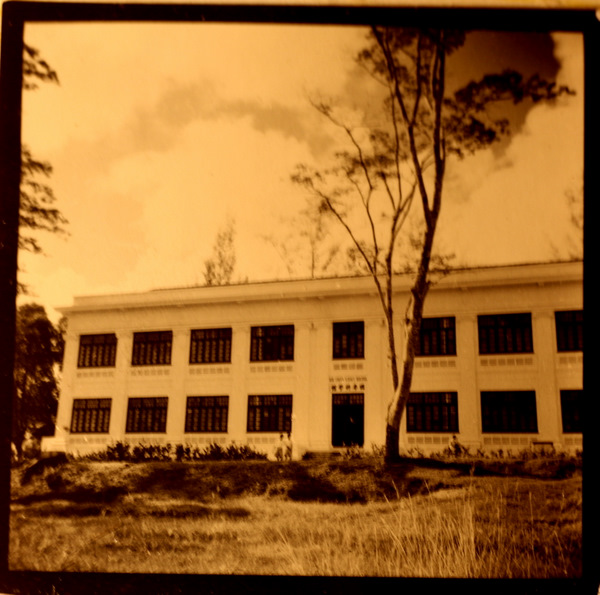
50年代的国专科学馆
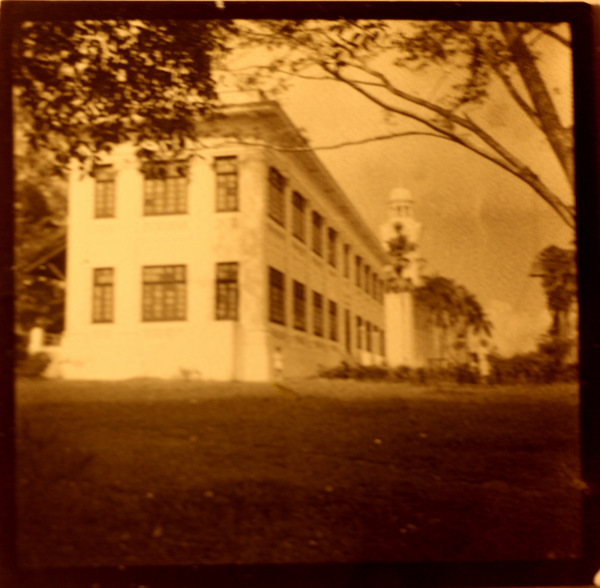
国专科学馆侧面
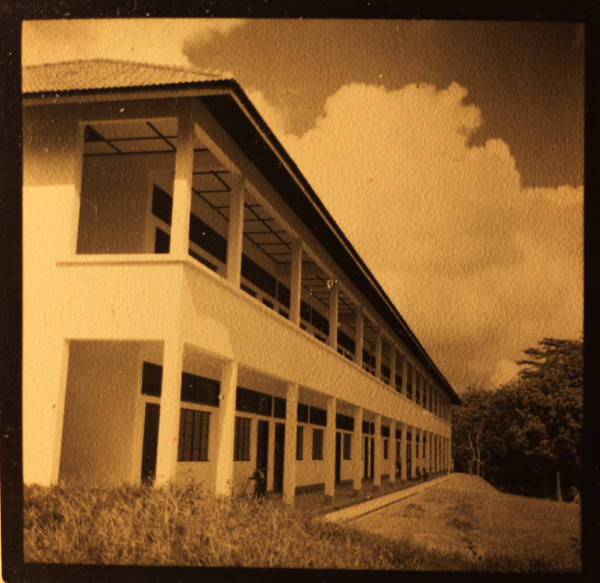
50年代教学楼
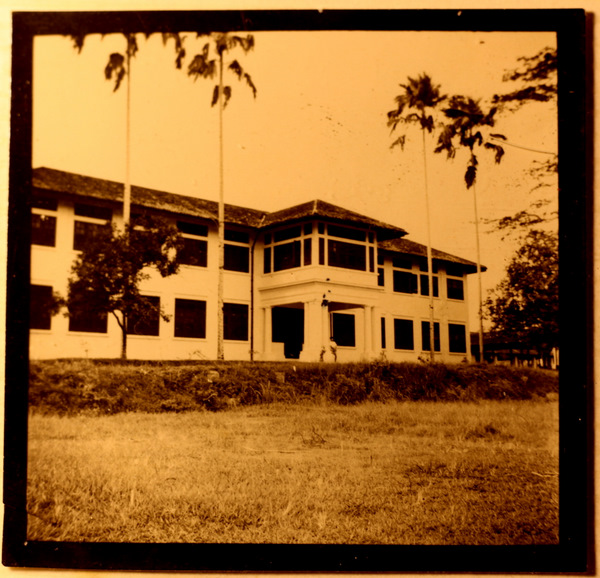
50年代华中学生宿舍
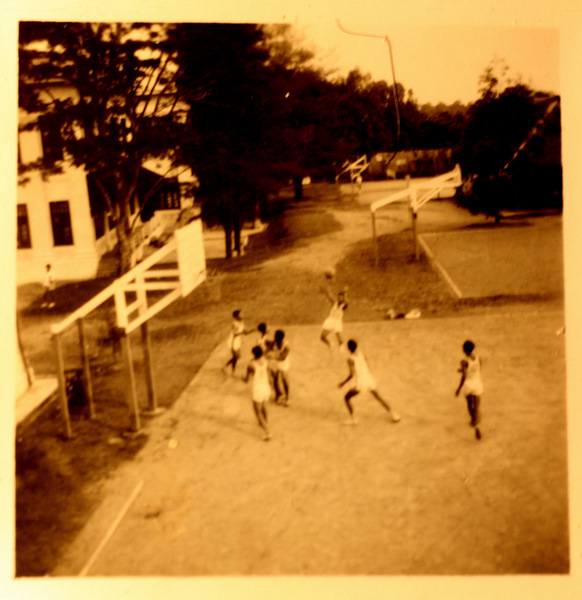
学生玩篮球
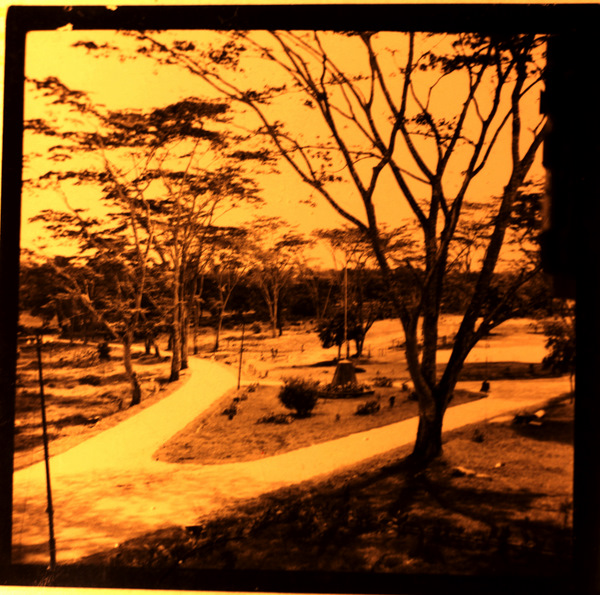
从钟楼俯视

## 历任董事长
- 陈嘉庚 1918
- 林义顺  1919-1920
- 林淮迁  1921-1922
- 陈嘉庚 1923-1926
- 陈延谦  1927-1928
- 胡文虎 1928-1930
- 陈嘉庚 1930-1934
- 李光前 1934-1954
- 杨赞文 1955-1960
- 高德根 1961-1966
- 叶庆贺 1967-1969
- 陈共存 1970-1996
- 黄一宗 1998
- 吴定基 1999-2003
- 杨禧年 2003-2007

## 历任校长
| 姓名   | 任期      | 备注                                                                   |
| ------ | --------- | ---------------------------------------------------------------------- |
| 涂开舆 | 1919-1922 |                                                                        |
| 鲁士毅 | 1922-1926 | 1926年，学生对鲁校长有意见而罢课一年。                                 |
| 何葆仁 | 1925-1928 |                                                                        |
| 吴毓腾 | 1928-1929 |                                                                        |
| 翁之达 | 1929      |                                                                        |
| 黄俊昌 | 1930      |                                                                        |
| 刘公武 | 1931-1932 |                                                                        |
| 张礼千 | 1932-1933 |                                                                        |
| 林耀翔 | 1934-1936 |                                                                        |
| 薛永黍 | 1937-1948 | 1942至1945因战争而停课                                                 |
| 郑安仑 | 1948-1968 |                                                                        |
| 郑金发 | 1968-1972 |                                                                        |
| 王卓如 | 1972-1974 | 代任                                                                   |
| 江禄森 | 1974-1976 |                                                                        |
| 潘明智 | 1976-1978 |                                                                        |
| 吴从干 | 1978      | 兼代；同时任华中初级学院院长                                           |
| 杜辉生 | 1978-1999 | 1960年毕业华中；任期最长校长                                           |
| 许永正 | 1999-2002 |                                                                        |
| 潘兆荣 | 2003-2004 | 2004年，华中华初合并，潘兆荣任华中中学部校长。2010年任合并华中总校长。 |

## 成就

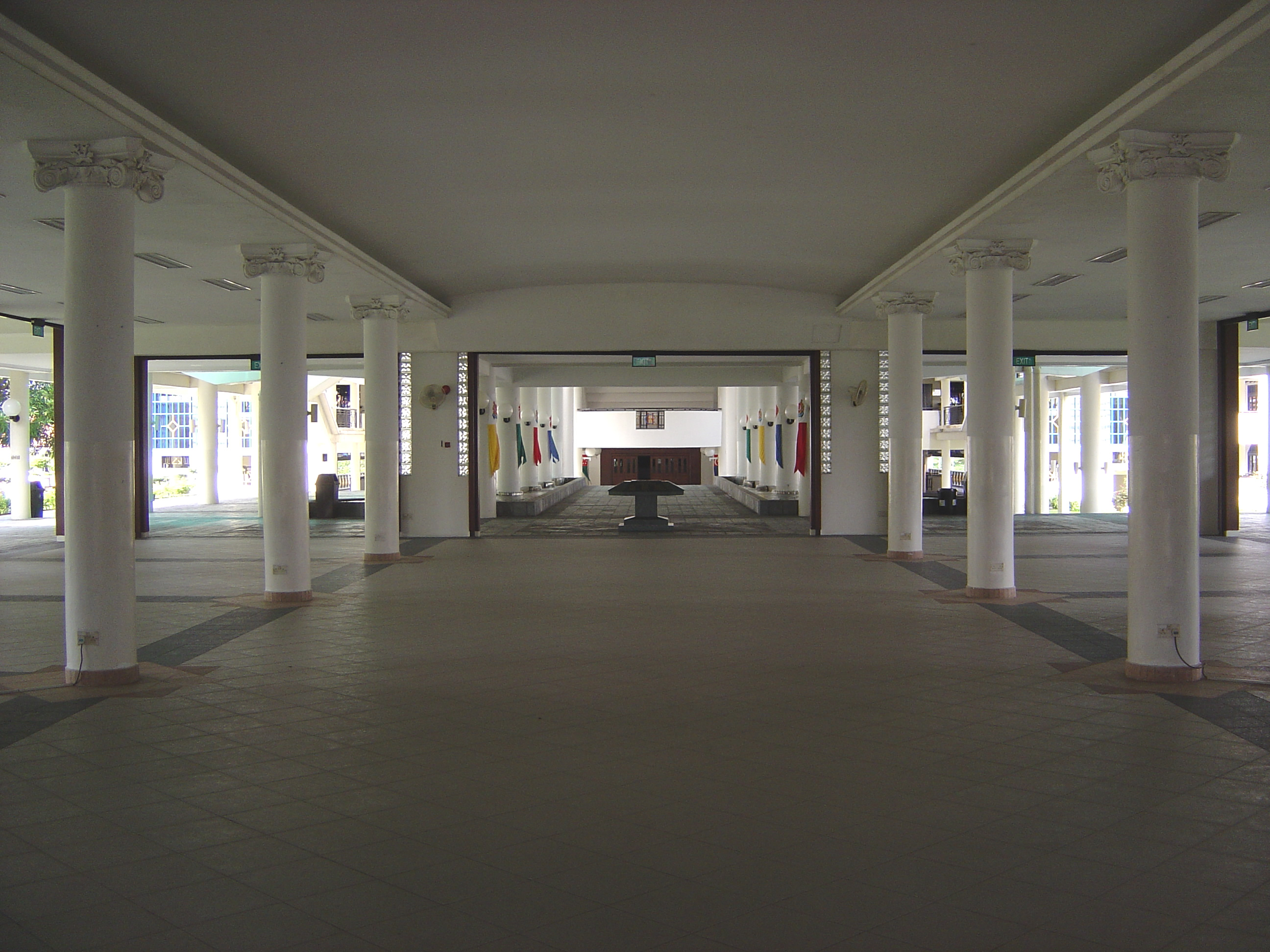
黃仲涵纪念堂，位于光前图书馆正下方。

华中为新加坡最顶尖的学府之一，并一直在 教育部的年度官方中学排名排名中跻身前四。 每年报考华中的学生均为的小学毕业考试 (小六会考)的首3%考生。
华中也是推行直通车课程的首间学府。 目前，南洋华侨中学已经被吸纳为新加坡华侨中学的中学部（High School Section）。华中初级学院则为现今新加坡华侨中学的高中部（College Section）【见新加坡华侨中学】。
华中建校直至合并86年来以其田径队为名。直至2004年该校丢失冠军头衔的次数不超过10次。
华中复盖面积的79英亩校园也使其成为全东南亚最大的中学。

## 著名教师
- 老舍 - 1929年在华侨中学任教，并始创作小说《小坡的生日》。
- 薛永黍 - 1948年任华侨中学校长
- 李春鸣 - 南京高等师范学校（后改为国立东南大学、中央大学、南京大学）毕业，华中华文教师、训育主任，并曾担任多所学校的校长。
- 王宓文 - 国立东南大学英文系文学士，曾任马来亚教育部华校总视学官，王赓武之父。
- 唐锦云 北京清华大学英语系毕业，华中语文课老师，新加坡星州日报编辑，退休后移民加拿大爱民顿
- 李兴潇 初中数学老师。退休后移民加拿大多伦多。
- 郑安仑 - 清华大学毕业，留学英国牛津大学，获博士学位，1949年华中校长。
- 刘抗 - 1927年暨南大学毕业，留学法国画家，南洋画派创始人,曾任华中美术教师，教水彩画和彩粉画。
- 林总 - 德国柏林大学电机工程博士，曾任华南电力公司总工程师，1950年到新加坡南洋华侨中学当物理学教师，后任新加坡南洋大学、美国萊斯大學教授。
- 丘絮絮 - 新加坡著名作家，出版过诗集和丘絮絮短篇小说集，曾任华中国文课教师。
- 杜运燮 - 诗人。
- 林学大 - 华中美术教师，新加坡南洋美术学院创办人、校长。
- 方宗熙 - 华中教师，华中图书馆馆长，山东海洋学院副院长。
- 汪佳平 - 马来亚大学首届物理学博士，曾任华侨中学物理学教师，天津南开大学物理系教授，电子物理教研组主任，天津市归国华侨联合会第一届委员会副主席。[3]
- 陈仰成 - 华中历史老师。
- 罗文轩 - 曾任华中化学老师，著有《中学化学纲要》;曾任新加坡真耶稣教会牧师。
- 刘老师   华中音乐老师，教中国民歌和西洋音乐：渔光曲，康定情歌，维尔地爱逸达进行曲，伏尔加船夫曲，贝多芬月光奏鸣曲，舒伯特摇篮曲，意大利民歌我的太阳（SOLE MIO），苏格兰民歌夏日最后的玫瑰，夜半歌声等

## 著名校友
- 王鼎昌 - 第五任新加坡总统。
- 罗豪才 - 中国致公党主席，曾任北京大学副校长、法学院院长，中华人民共和国最高法院副院长。
- 朱晖 - 1950年毕业，指挥家，曾任新加坡交响乐团艺术总监。
- 郑有国 - 1950年毕业，演员、导演。
- 钟盛标 - 北京大学物理研究所研究员，法国巴黎大学博士，南洋大学理学院院长。
- 潘先榜 - 前任新加坡国立大学土木工程系教授，中国长安大学海外特聘教授,交通学院院长。
- 张载德 新加坡南洋女子中学生物学教师,武吉知码路一间中药铺的店东
- 钟俊麟 - 曾任上海复旦大学农业学院院长
- 戴冕 53年高中毕业。60年 北京大学物理系毕业。任北京铁道师范学院物理教师。73年移民加拿大，曾任加拿大原子能研究所研究员，加拿大太空总署电子工程师。翻译出版物：北京科学出版社 电磁流体力学，北京高等教育出版社经典电动力学，北京人民美术出版社 达芬奇论绘画
- 戴渊 （Dr Willian Yuen Tai)，香港大学历史系博士，荷兰大学东南亚研究所研究员,主要著作 Chinese Capitalism in Colonial Malaya[17] 2005年出版 The Origins of China's Awareness of Newzealand 1674-1911 Universty of Auckland, Newzealand Asia Institude. 2018年 出版《英属马来亚华人资本主义经济》
- 陈瑞献 - 新加坡艺术家。
- 叶金利 - 仟湖渔业集团执行主席兼董事经理。
- 陈赞诚 - 新加坡民防部队总监（1992年-2009年）。
- 魏利慶 - 1953年毕业，2003年美国西太平洋大学企业管理博士，南洋客属总会名誉董事。
- 符策谋 - 现任新加坡空军部队总长。
- 詹达瞻   53年华中毕业，新加坡男高音歌唱家，詹达三的大哥
- 詹達三 - 55年华中高中毕业。1964年北京大学物理系毕业，北京中国科学院光学研究所研究员。
- 蔡亞能 - 中國青島海洋大學教授。
- 蔡瀾 - 香港美食評論家及影視製作人[4]
- 巫启贤 - 1980年毕业，歌手，作曲家，节目主持。
- 林书贤 - 1980年毕业，1980年东南亚运动会男子机械操冠军。
- 林育汉 - 1980年毕业，新加坡政府投资局资讯科技部主任。
- 王煊塔 - 1980年毕业，新电讯SingTel副总裁。
- 方进兴 - 1980年毕业，美国硅谷惠普公司副总裁，IT创业者。
- 丘瑞龙 - 1980年毕业，美国德克萨斯大學土木工程系冠名正教授，美国土木工程师学会会士, 中国同济大学交通学院客座教授。
- 宋贤清 - 1980年毕业，美国华盛顿州立大學机算计系正教授。
- 陈志群 - 1980年毕业，新瑶作曲家，小提琴手。
- 刘文忠 - 1980年毕业，新加坡报业控股公司助理副总裁，总编辑。
- 陈奕翔 - 1980年毕业，新加坡中央医院总经理。
- 曾慰明 - 1981年毕业，马来西亚新山市名医。

## 参看
- 新加坡华侨中学
- 华中初级学院